# Беляево (Кудрявцевское сельское поселение)
Беля́ево — деревня в Торопецком районе Тверской области России. Входит в состав Кудрявцевского сельского поселения.

## География
Деревня расположена в 28 км к северо-западу от районного центра Торопец на реке Ямна. Расстояние по автодроге: до Торопца — 36 км, до Озерца (центр СП) — 11 км. С востока примыкают деревни Выдры и Вязы.

## Население
| 2010 |
| ---- |
| 37   |

## Примечанния
1. 1 2  Всероссийская перепись населения 2010 года. Населённые пункты Тверской области
2. ↑  Воробьёв, Вячеслав Михайлович. Географические названия Торопецкого района. — Тверь: Тверское областное книжно-журнальное издательство, 1999. — 128 с. — ISBN 5-85457-142-0.
3. 1 2  Топографическая карта Тверской области. — Москва, 2004 год.